# 馮盎
馮 盎（ふう おう、生年不詳 - 646年）は、隋末唐初に割拠した群雄の一人。字は明達。本貫は長楽郡信都県。

## 経歴
馮僕の子として生まれた。隋の開皇年間、宋康県令となった。仁寿初年、潮州・成州など5州の獠が反乱を起こすと、馮盎は上京して、反乱の討伐を願い出た。文帝が左僕射の楊素に命じて反乱の形勢について馮盎と議論させると、楊素は「蛮夷の中にこういう人物がいるとは思わなかった。たいへん珍しいことである」と評した。馮盎は命を受けて江南や嶺南の兵を動員し、反乱を鎮圧した。馮盎は金紫光禄大夫の位を受け、漢陽郡太守に任じられた。煬帝が高句麗遠征をおこなうと、馮盎は左武衛大将軍となって従軍した。隋が滅ぶと、馮盎は嶺南に逃げ帰り、酋領を称して、5万の兵を集めた。
ときに広州や新州の反乱の首領である高法澄や洗宝徹らはともに林士弘の配下となり、隋の官吏を殺害していた。620年（武徳3年）、馮盎は兵を率いて高法澄や洗宝徹を撃破した。また洗宝徹の兄の子の洗智臣が新州で兵を集め、自ら渠帥となっていたが、馮盎は新州に赴いてこれを攻撃した。会戦にあたって馮盎が兜を脱いで「おまえたちはわたしを知っているか」と大呼すると、洗氏の兵の多くは戈を捨て、諸肌脱ぎになって降伏した。馮盎は洗宝徹や洗智臣らを捕らえ、嶺南を平定した。ある人が趙佗の故事にならって南越王を称するよう馮盎に勧めたが、馮盎はこれをしりぞけた。
622年（武徳5年）、馮盎は唐に降った。唐の高祖が馮盎の領地であった嶺南の地に羅州・春州・白州・崖州・儋州・林州などの8州を置くと、馮盎は上柱国・高羅総管に任じられ、呉国公に封じられた。まもなく越国公に改封された。子の馮智戴が春州刺史となり、馮智彧が東合州刺史となり、馮盎は耿国公に徙封された。
貞観初年、ある人が馮盎の反乱を告発した。太宗は右武衛将軍の藺謩に命じて江南や淮南の兵を動員して馮盎を討たせようとした。魏徴が諫めたため太宗は翻意し、散騎常侍の韋叔諧を派遣して馮盎を諭させ、馮盎は子の馮智戴を長安に派遣して人質とした。ときに藺謩の軍はすでに出発しており、藺謩は功績ほしさに副将を派遣して馮盎を討つ許可を求めたが、太宗は許さず、撤兵させた。
631年（貞観5年）、馮盎が長安に赴いて参朝すると、太宗はかれのために宴を開き、多くの贈り物を賜った。ほどなく羅州・竇州の諸洞の獠が反乱を起こした。馮盎は命を受けて2万人を率い、諸軍の先鋒となって反乱を討った。このとき反乱軍数万が険阻な要害に拠っていたため、官軍は攻めあぐんでいた。馮盎は弩を持って「わたしのこの矢が尽きれば、勝敗を知ることができるだろう」と、側近たちに語った。7本の矢を連発して、7人に命中したため、反乱軍は意気阻喪して敗走した。馮盎の軍はこれに乗じて追撃し、1000人あまりを斬首した。太宗は馮智戴を帰郷させて兵の労をねぎらわせ、多大な賞賜を与えて馮盎の功に報いた。馮盎は統治に精励して、文書行政を整備し、汚職を摘発して、民衆の支持をえた。646年（貞観20年）、馮盎は死去した。左驍衛大将軍・荊州都督の位を追贈された。

## 子女
男子が30人あった。
- 馮智戣
- 馮智戴
- 馮智式
- 馮智彧
- 馮智璣
- 馮智玳 - 高力士の祖父

## 伝記資料
- 『旧唐書』巻109 列伝第59
- 『新唐書』巻110 列伝第35